# Vincenzo Calvosa
Vincenzo Calvosa (Laino Borgo, 31 gennaio 1964) è un vescovo cattolico italiano, dal 5 aprile 2023 vescovo di Vallo della Lucania.

## Biografia
È nato a Laino Borgo, in provincia di Cosenza e diocesi di Cassano all'Jonio, il 31 gennaio 1964.

### Formazione e ministero sacerdotale
Dopo aver compiuto gli studi delle scuole medie inferiori, è entrato nel Pontificio seminario regionale San Pio X di Catanzaro. Ha conseguito la licenza in teologia pastorale presso la Pontificia facoltà teologica dell'Italia meridionale di Napoli.
Il 2 maggio 1992 è stato ordinato presbitero, per la diocesi di Cassano all'Jonio, dal vescovo Andrea Mugione, che già lo aveva ordinato diacono.
Dopo l'ordinazione sacerdotale, dal 1992 al 2001 è stato parroco di San Nicola di Bari in Nocara e vicario parrocchiale della parrocchia dell'Assunzione della Beata Vergine Maria di Rocca Imperiale; dal 2001 al 2014 è stato parroco della parrocchia di San Giacomo Apostolo di Altomonte e dal 2014 al 2023 della parrocchia del Cuore Immacolato della Beata Vergine Maria di Trebisacce.
All'interno della diocesi di Cassano all'Jonio ha ricoperto diversi ruoli: nel 1996 è stato nominato direttore dell'Ufficio diocesano per la pastorale vocazionale; nel 2001 è divenuto membro del Consiglio presbiterale diocesano, mentre nel 2006 ha assunto la carica di direttore dell'Ufficio sport e tempo libero. Dal 2012 è stato membro del Consiglio diocesano per gli affari economici e dell'Ufficio amministrativo diocesano fino al 2016, quando ha assunto gli incarichi di economo diocesano, di direttore dell'Ufficio tecnico diocesano e di vicario episcopale per l'economia. Nel 2017 è diventato membro del consiglio presbiterale diocesano e del Collegio dei consultori.

### Ministero episcopale
Il 5 aprile 2023 papa Francesco lo ha nominato vescovo di Vallo della Lucania; è succeduto a Ciro Miniero, precedentemente nominato arcivescovo coadiutore di Taranto.
Il 19 maggio ha prestato giuramento in diocesi. Il 3 giugno ha ricevuto l'ordinazione episcopale, nell'anfiteatro comunale di Villapiana Scalo, dal vescovo di Cassano all'Jonio Francesco Savino, co-consacranti Ciro Miniero, suo predecessore, e il vescovo di Locri-Gerace Francesco Oliva. Il 24 giugno ha preso possesso della diocesi di Vallo della Lucania.
L'11 maggio 2024, in qualità di vescovo della diocesi di Vallo della Lucania ed il contestuale termine del servizio di monsignor Carmine Troccoli, assume il ruolo di rettore del Santuario della Madonna del Monte Sacro di Novi Velia.

## Stemma e motto

### Blasonatura
Inquartato d'argento e d'azzurro. Nel 1º alla fiamma di rosso; nel 2º al cuore fiammato, cimato di una croce e cinto di spine d'oro, alla ferita del primo, stillante due gocce dello stesso; nel 3º allo scaglione d'argento, accompagnato da due burelle ondate dello stesso in punta; nel 4º al libro aperto al naturale, caricato delle lettere greche Alfa e Omega di rosso.

### Motto
Il motto Segregatus in Evangelium Dei (Scelto per annunciare il Vangelo di Dio) è tratto dalla Lettera ai Romani di san Paolo (Rm 1,1).

## Genealogia episcopale
La genealogia episcopale è:
- Cardinale Scipione Rebiba
- Cardinale Giulio Antonio Santori
- Cardinale Girolamo Bernerio, O.P.
- Arcivescovo Galeazzo Sanvitale
- Cardinale Ludovico Ludovisi
- Cardinale Luigi Caetani
- Cardinale Ulderico Carpegna
- Cardinale Paluzzo Paluzzi Altieri degli Albertoni
- Papa Benedetto XIII
- Papa Benedetto XIV
- Cardinale Enrico Enriquez
- Arcivescovo Manuel Quintano Bonifaz
- Cardinale Buenaventura Córdoba Espinosa de la Cerda
- Cardinale Giuseppe Maria Doria Pamphilj
- Papa Pio VIII
- Papa Pio IX
- Cardinale Alessandro Franchi
- Cardinale Giovanni Simeoni
- Cardinale Antonio Agliardi
- Cardinale Basilio Pompilj
- Cardinale Adeodato Piazza, O.C.D.
- Cardinale Sebastiano Baggio
- Arcivescovo Andrea Mariano Magrassi, O.S.B.
- Arcivescovo Francesco Cacucci
- Vescovo Francesco Savino
- Vescovo Vincenzo Calvosa